# Pseudomiza flava
Pseudomiza flava är en fjärilsart som beskrevs av Moore 1888. Pseudomiza flava ingår i släktet Pseudomiza och familjen mätare. Inga underarter finns listade.